# شيروود بيكتشرز
شيروود بيكتشرز (بالإنجليزية: Sherwood Pictures)‏ هي شركة لإنتاج أفلام مسيحية أمريكية مستقلة مقرها في ألباني، الولايات المتحدة. تُعد الشركة غير تقليدية بين شركات الإنتاج لأنها تابعة لخدمة كنيسة محلية شيروود المعمدانية. تأسست الشركة في عام 2003 على يد أليكس كيندريك، المساعد للإعلام في كنيسة شيروود المعمدانية، بتبرعات بلغت 20,000 دولار.